# El Salvador en los Juegos Paralímpicos de Sídney 2000
El Salvador estuvo representado en los Juegos Paralímpicos de Sídney 2000 por una deportista femenina. El equipo paralímpico salvadoreño no obtuvo ninguna medalla en estos Juegos.